# Mário Sérgio (ator)
Mário Sérgio (Santos, 7 de julho de 1929 - São Paulo, fevereiro de 1981) foi um ator brasileiro .
Um dia foi visto na praia pelo cineasta Alberto Cavalcanti, diretor e produtor e famoso por muitos filmes realizados na Europa, que estava procurando novos atores para compor o elenco do filme que seria a primeira produção da Vera Cruz, companhia de cinema fundada em 1949 em São Paulo.
Convidado para um teste de câmera, no qual teria de encenar uma briga com o ator Carlos Vergueiro, Mario Sérgio foi aprovado e logo em seguida estrelava "Caiçara" (1950) ao lado de Eliane Lage, sob a direção de Adolfo Celi. Com o sucesso do filme, ficou famoso.
Garoto ainda, Mario Sérgio demorou a se acostumar com a fama repentina. Porém, filmou, logo depois, "Terra é Sempre Terra", filme que consolidou sua carreira e prestígio.
Logo abandonou o cinema e se dedicou a uma propriedade rural comprada no Paraná.
Passados cerca dois anos, o cinema sentiu sua falta e o diretor italiano Luciano Salce o convidou para participar do filme "Uma Pulga na Balança" (1953), uma comédia de costumes. Em 1953 ganhou o Prêmio Saci pelo seu trabalho no filme Luz Apagada.
Mário participou esporadicamente ainda de alguns outros filmes e sua fama, como não era o seu desejo, aumentou ainda mais.
Mário Sérgio foi para a televisão e protagonizou com a atriz Marisa Prado alguns episódios do seriado "Alô Doçura" (1954), que depois foi estrelado por John Herbert e Eva Wilma.
Com o fim da Vera Cruz em 1954, Mario abandonou o cinema, viajou para a Europa e Oriente Médio, comprou uma granja e foi corretor imobiliário. Mas novos convites o fizeram participar de outros filmes e ate de um seriado na TV Tupi (SP), o "Lever no Espaço" (1957).
Abandonou, de vez, o cinema depois dos filmes "Estranho Encontro" (1958) e "Ravina" (1959).

## Filmografia

### Cinema
| Ano  | Título               | Personagem  |
| ---- | -------------------- | ----------- |
| 1959 | Ravina               | Márcio      |
| 1958 | Estranho encontro    | Marcos      |
| 1954 | É proibido beijar    | Eduardo     |
| 1953 | Uma pulga na balança | Juvenal     |
| 1953 | Luz Apagada          | Tião        |
| 1952 | Terra é sempre terra | João Carlos |
| 1951 | Ângela               | Jango       |
| 1950 | Caiçara              | Alberto     |

### Televisão
| Ano  | Título          | Personagem |
| ---- | --------------- | ---------- |
| 1957 | Lever no espaço | —          |
| 1954 | Alô, doçura!    | —          |